# Euura nigricornis

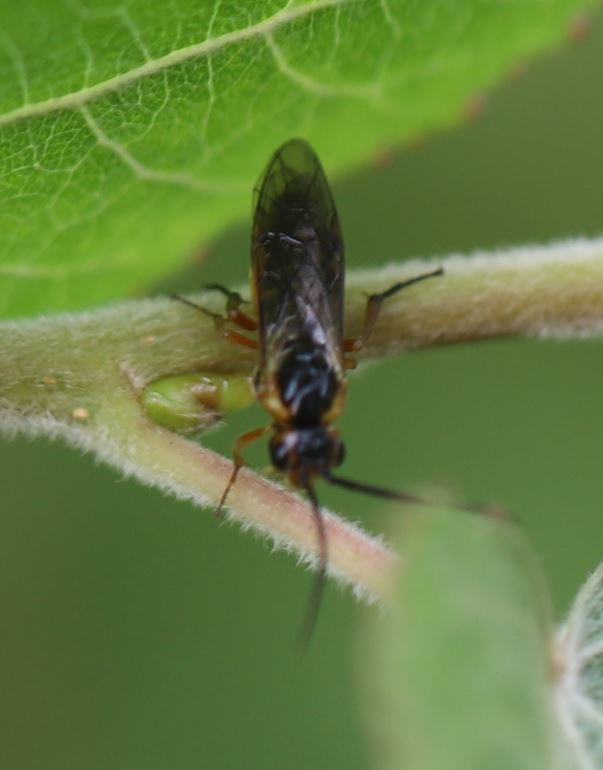
Dorsalansicht

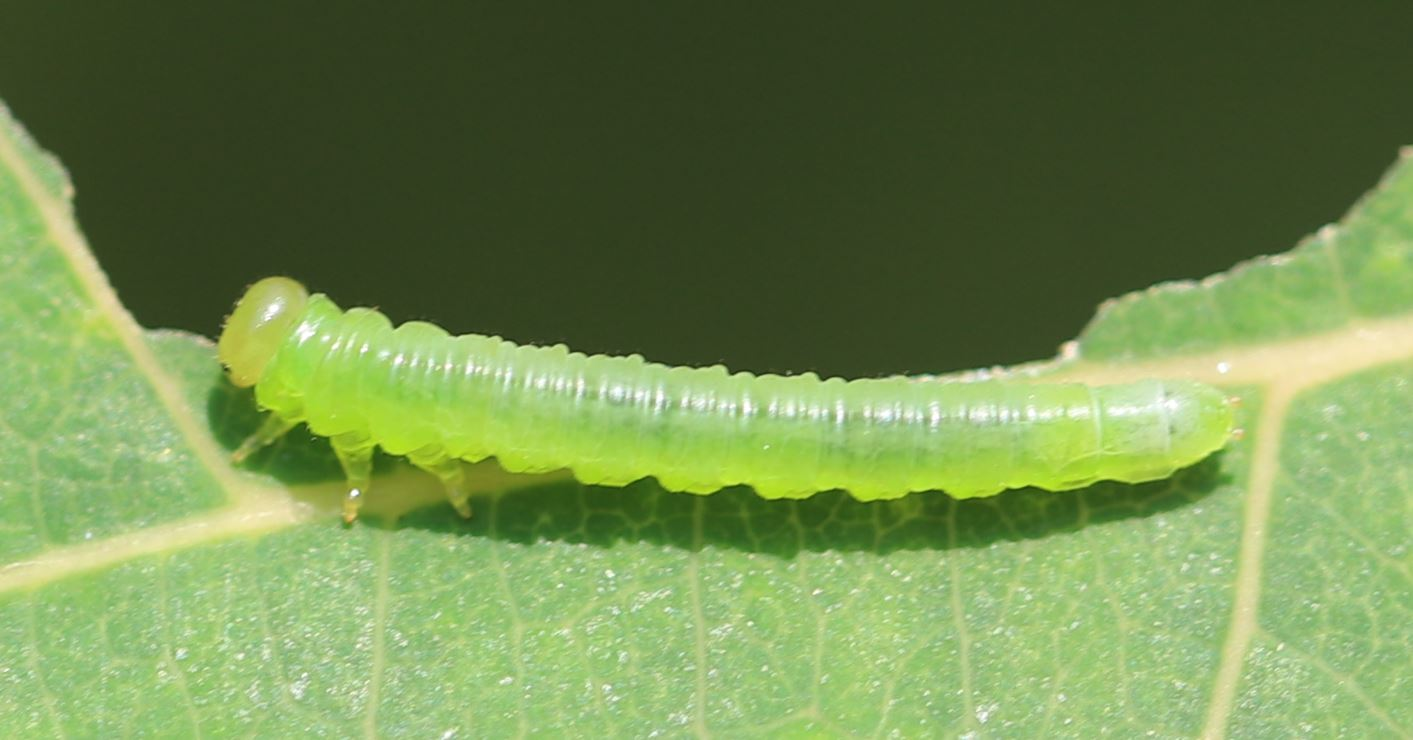
Larve

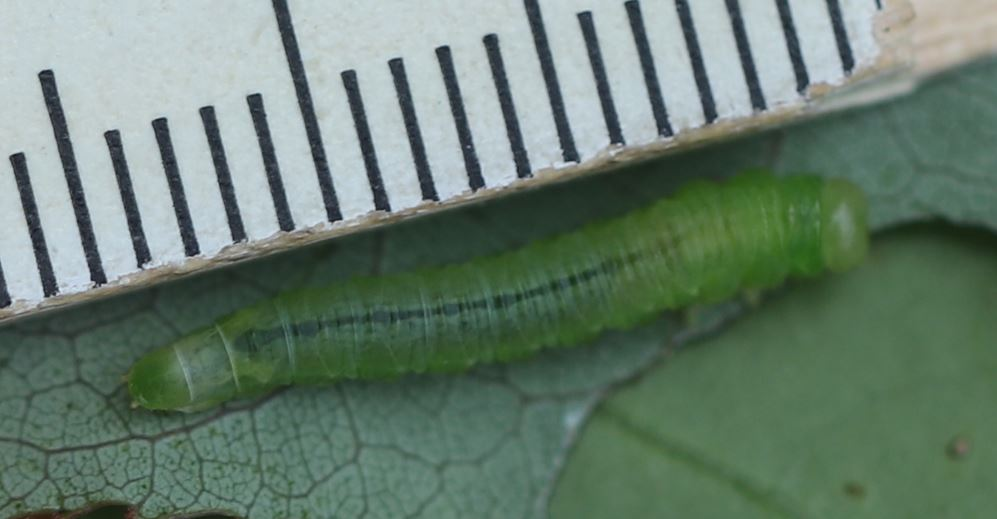
Larve, Dorsalansicht

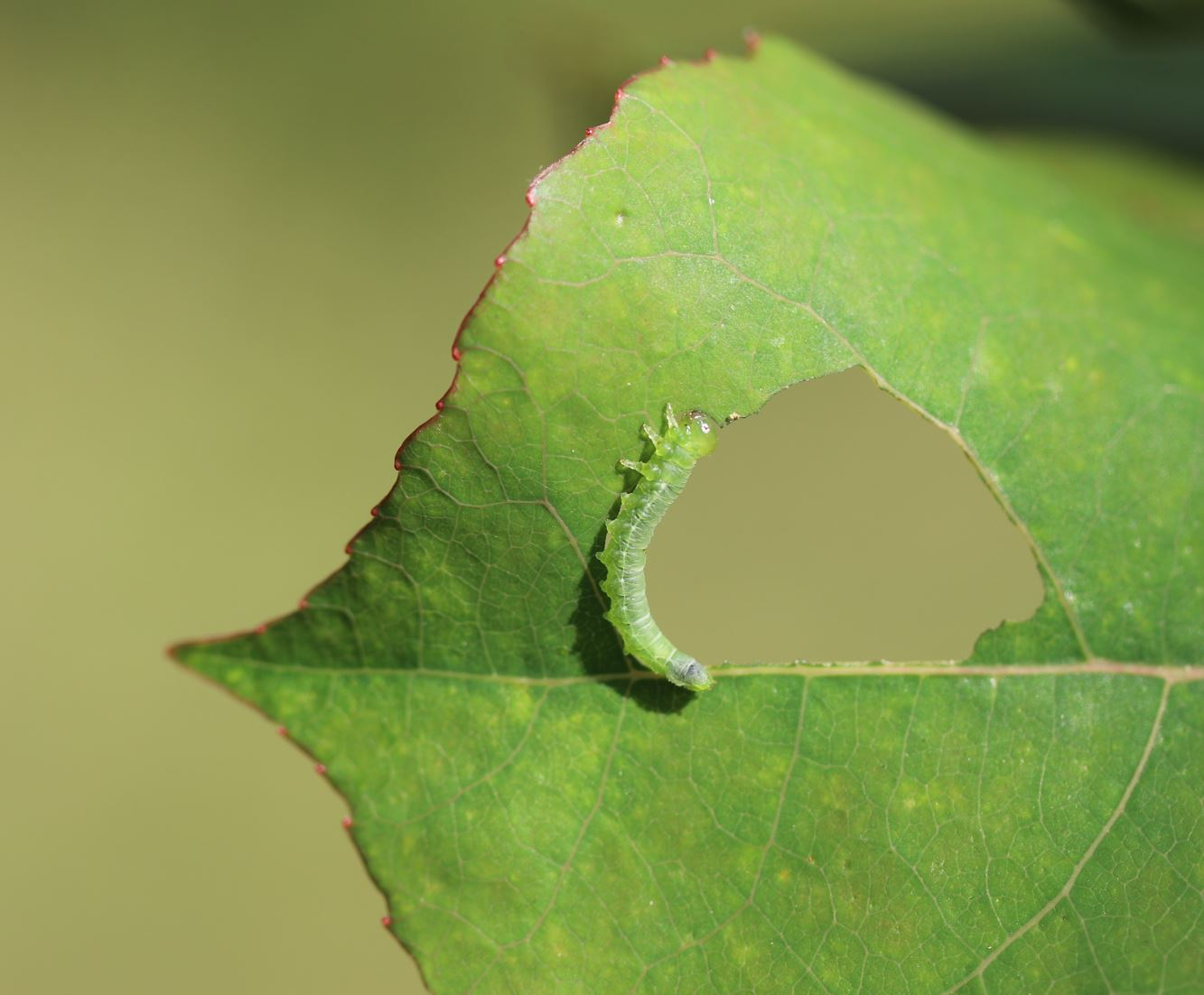
Larve mit Fraßbild

Euura nigricornis ist eine Pflanzenwespe aus der Familie der Echten Blattwespen (Tenthredinidae). Die Art wurde von dem französischen Entomologen Jean-Guillaume Audinet-Serville im Jahr 1823 als Nematus nigricornis erstbeschrieben. Das lateinische Art-Epitheton nigricornis bedeutet „schwarzhörnig“.

## Merkmale
Die weiblichen Imagines erreichen Längen von 6–8 mm, die Männchen sind 6–7 mm lang. Die Weibchen besitzen einen überwiegend gelbrot gefärbten Kopf. Der hinteren Teil der Postocellarregion ist schwarz. Die Schwarzfärbung ist sehr variabel und kann fast den ganzen Kopf betreffen. Der Kopf der Männchen ist fast immer schwarz. Lediglich das Labrum, der Clypeus sowie der Bereich um die Augen (Orbit) sind gelbrot gefärbt. Die Fühler sind schwarz. Der Thorax ist überwiegend schwarz. Die hinteren Ecken des Pronotum, die Tegulae, manchmal die Seiten des Präscutum und in seltenen Fällen die Mesopleuren und Metapleuren sind gelbrot gefärbt. Der gelbrote Hinterleib weist auf der Oberseite eine extensive Schwarzfärbung auf. Gewöhnlich sind die Hinterränder der Tergite gelbrot. Die Beine sind überwiegend gelb gefärbt. Die Basis der Coxae, das distale Ende der Tibien sowie die hinteren Tarsen sind verdunkelt. Die Vorderflügel besitzen eine gelbe Costa und ein gelbes Pterostigma.
Die Larven sind grün gefärbt. Auf der Dorsalseite verläuft gewöhnlich mittig ein dunkelgrüner Streifen über einen Großteil der Länge. Die Kopfkapsel ist hellgrün bis gelbgrün gefärbt. Die Brustbeine sind grün. Die Larven erreichen eine Länge von etwa 16 mm.

## Verbreitung
Die Art ist in Europa weit verbreitet. Im Norden reicht das Vorkommen bis nach Fennoskandinavien, im Süden bis nach Italien, Kroatien und Rumänien. Sie ist auch auf den Britischen Inseln vertreten, fehlt jedoch offensichtlich auf der Iberischen Halbinsel und auf dem Balkan.

## Lebensweise
Die Flugzeit der Pflanzenwespen dauert von Mai bis August. Die Männchen sind offenbar viel seltener als die Weibchen. Zu den Wirtspflanzen gehören Pappeln und Weiden, insbesondere die Zitterpappel (Populus tremula). Als eine weitere Wirtsart wird die Hänge-Birke (Betula pendula) genannt. Die Larven beobachtet man im August und in der ersten Septemberhälfte. Sie fressen meist anfangs eine größere Fläche auf der einen Seite der Mittelrippe. Später findet man sie am Blattrand. Es wird dann die gesamte Blatthälfte gefressen.

## Taxonomie
Bis vor wenigen Jahren wurde die Art in der Gattung Nematus geführt. Nach einer Revision wurde die Untergattung Pteronidea nach Euura verschoben.
In der Literatur finden sich folgende Synonyme:
- Nematus nigricornis Serville, 1823
- Hypolaepus nigricornis (Serville, 1823)
- Nematus biannulatus A. Costa, 1890
- Nematus miniatus Hartig, 1837
- Nematus sibiricus Jakovlev, 1888
- Nematus zetterstedti Dahlbom, 1835